# Coppa delle nazioni africane 2008
La Coppa delle nazioni africane 2008, o MTN Africa Cup of Nations 2008 per ragioni di sponsorizzazione, nota anche come Ghana 2008, è stata la 26ª edizione di questo torneo di calcio continentale per squadre nazionali maggiori maschili (spesso detto Coppa d'Africa) organizzato dalla CAF e la cui fase finale si è svolta in Ghana dal 20 gennaio al 10 febbraio 2008.
Per la sesta volta nella sua storia a trionfare è stato l'Egitto, che nella finale disputata all'Ohene Djan Stadium di Accra ha sconfitto il Camerun per 1-0. I Faraoni si sono qualificati così alla successiva FIFA Confederations Cup 2009 che si è tenuta in Sudafrica.

## Qualificazioni
Le squadre partecipanti alle qualificazioni sono state divise in dodici gruppi. Ogni squadra vincitrice del rispettivo girone e le tre migliori seconde dei gruppi da quattro squadre ciascuno si qualificavano alla fase finale. Il Ghana si è qualificato alla fase finale automaticamente in quanto paese ospitante. Le qualificazioni si sono disputate tra il 2 settembre 2006 e il 13 ottobre 2007.

## Scelta della sede
Il Ghana acquisì il diritto a ospitare la manifestazione l'8 luglio 2004 al Cairo, dopo aver ottenuto nove voti dai membri esecutivi del comitato della CAF contro i tre dati alla Libia.

## Stadi
Gli stadi scelti per disputare le partite della fase finale della Coppa delle Nazioni Africane 2008 erano quattro, situati in altrettante città diverse del Ghana. La partita inaugurale e la finale del torneo sono state ospitate dall'Ohane Djan Stadium di Accra.
| Accra              | Accra Kumasi Tamale Sekondi-Takoradi | Kumasi                   |
| ------------------ | ------------------------------------ | ------------------------ |
| Ohene Djan Stadium | Accra Kumasi Tamale Sekondi-Takoradi | Baba Yara Stadium        |
|                    | Accra Kumasi Tamale Sekondi-Takoradi |                          |
| Capienza: 40,000   | Accra Kumasi Tamale Sekondi-Takoradi | Capienza: 40,528         |
| Tamale             | Accra Kumasi Tamale Sekondi-Takoradi | Sekondi-Takoradi         |
| Tamale Stadium     | Accra Kumasi Tamale Sekondi-Takoradi | Sekondi-Takoradi Stadium |
|                    | Accra Kumasi Tamale Sekondi-Takoradi |                          |
| Capienza: 21,017   | Accra Kumasi Tamale Sekondi-Takoradi | Capienza: 20,088         |

## Marketing

### Il pallone

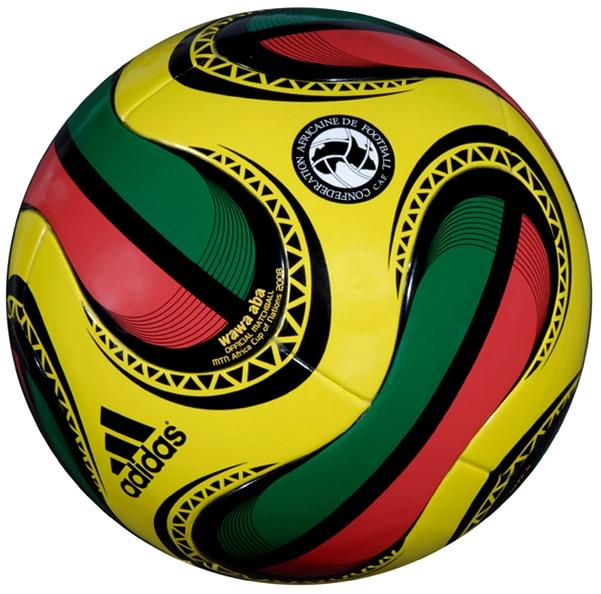
L'Adidas Wawa Aba

Il pallone utilizzato per la Coppa delle Nazioni Africane 2008 è stato il Wawa Aba, prodotto dall'azienda tedesca Adidas, che è stato anche il primo ufficiale per una edizione della competizione continentale.
Il nome è sinonimo di persistenza nell'Africa occidentale, dove il Wawa Aba è il seme dell'albero di wawa (Triplochiton scleroxylon). Secondo la cultura degli Akan, un gruppo etnico della zona, il Wawa Aba ha un significato mistico, che induce a non arrendersi dopo i fallimenti, a cogliere tutte le occasioni con successo e a essere forti, adattandosi a ogni situazione.
Lo stile del disegno è simile a quello del Teamgeist usato per i Mondiali 2006, con i colori della bandiera nazionale del Ghana (rosso, giallo e verde) e alcune decorazioni raffiguranti alcuni elementi classici della cultura africana.

## Squadre partecipanti

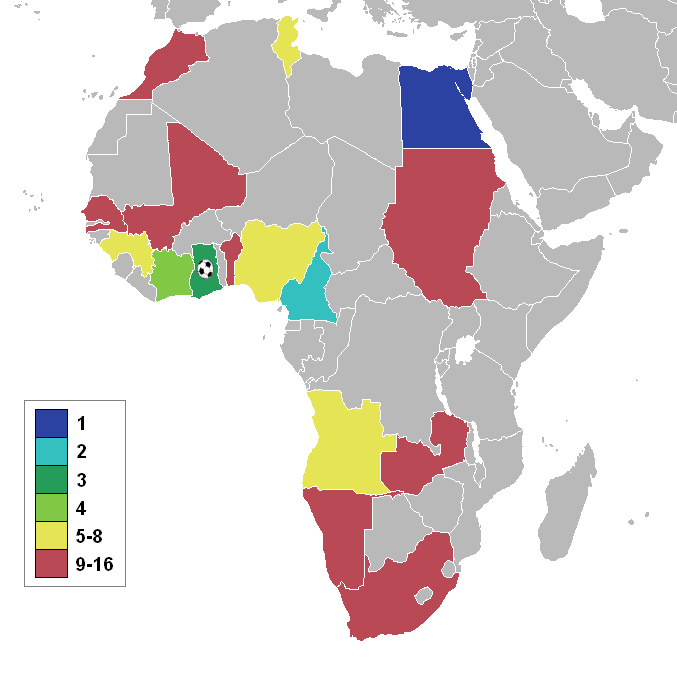
Risultati delle nazioni partecipanti

| P. | Nazione        | Partecipante in quanto                                                | Partecipazioni precedenti al torneo                                                                                         |
| -- | -------------- | --------------------------------------------------------------------- | --- |
| 1  | Ghana          | Paese ospitante della competizione                                    | 15 (1963, 1965, 1968, 1970, 1978, 1980 1982, 1984, 1992, 1994, 1996, 1998, 2000, 2002, 2006)                                |
| 2  | Costa d'Avorio | Vincitrice del Gruppo 1                                               | 16 (1965, 1968, 1970, 1974, 1980, 1984, 1986, 1988, 1990, 1992, 1994, 1996, 1998, 2000, 2002, 2006)                         |
| 3  | Egitto         | Vincitore del Gruppo 2                                                | 20 (1957, 1959, 1962, 1963, 1970, 1974, 1976, 1980, 1984, 1986, 1988, 1990, 1992, 1994, 1996, 1998, 2000, 2002, 2004, 2006) |
| 4  | Nigeria        | Vincitrice del Gruppo 3                                               | 14 (1963, 1976, 1978, 1980, 1982, 1984, 1988, 1990, 1992, 1994, 2000, 2002, 2004, 2006)                                     |
| 5  | Sudan          | Vincitore del Gruppo 4                                                | 6 (1957, 1959, 1963, 1970, 1972, 1976)                                                                                      |
| 6  | Camerun        | Vincitore del Gruppo 5                                                | 14 (1970, 1972, 1982, 1984, 1986, 1988, 1990, 1992, 1996, 1998, 2000, 2002, 2004, 2006)                                     |
| 7  | Angola         | Vincitrice del Gruppo 6                                               | 3 (1996, 1998, 2006) |
| 8  | Senegal        | Vincitore del Gruppo 7                                                | 10 (1965, 1968, 1986, 1990, 1992, 1994, 2000, 2002, 2004, 2006)                                                             |
| 9  | Guinea         | Vincitrice del Gruppo 8                                               | 8 (1970, 1974, 1976, 1980, 1994, 1998, 2004, 2006)                                                                          |
| 10 | Mali           | Vincitore del Gruppo 9                                                | 4 (1972, 1994, 2002, 2004)                                                                                                  |
| 11 | Namibia        | Vincitrice del Gruppo 10                                              | 1 (1998) |
| 12 | Zambia         | Vincitore del Gruppo 11                                               | 11 (1974, 1978, 1982, 1986, 1990, 1994, 1996, 1998, 2000, 2002, 2006)                                                       |
| 13 | Marocco        | Vincitore del Gruppo 12                                               | 12 (1972, 1976, 1978, 1980, 1986, 1988, 1992, 1998, 2000, 2002, 2004, 2006)                                                 |
| 14 | Tunisia        | Seconda classificata del gruppo 4, ripescata tra le migliori seconde  | 12 (1962, 1963, 1965, 1978, 1982, 1994, 1996, 1998, 2000, 2002, 2004, 2006)                                                 |
| 15 | Benin          | Secondo classificato del gruppo 9, ripescato tra le migliori seconde  | 1 (2004) |
| 16 | Sudafrica      | Secondo classificato del gruppo 11, ripescato tra le migliori seconde | 6 (1996, 1998, 2000, 2002, 2004, 2006)                                                                                      |

## Sorteggio dei gruppi
Il sorteggio per stabilire i gruppi della fase finale si è tenuto il 19 ottobre 2007 ad Accra. La posizione A1 è stata assegnata alla nazione organizzatrice mentre la posizione C1 all'Egitto, campione in carica. Le restanti 14 squadre sono state classificate in base ai risultati ottenuti nelle ultime edizioni della Coppa delle Nazioni Africane, opportunamente moltiplicati per un coefficiente di importanza della manifestazione.
Nella seguente tabella le quattro urne definite così secondo i criteri definiti dalla CAF.
| Urna 1                                                                     | Urna 2                                 | Urna 3                       | Urna 4                     |
| -------------------------------------------------------------------------- | -------------------------------------- | ---------------------------- | -------------------------- |
| Ghana (organizzatrice; A1) Egitto (campione in carica; C1) Nigeria Tunisia | Camerun Costa d'Avorio Marocco Senegal | Guinea Mali Sudafrica Zambia | Angola Benin Namibia Sudan |

Il sorteggio ha determinato i quattro gruppi riportati qui di seguito.
| Gruppo A | Gruppo B       | Gruppo C | Gruppo D  |
| -------- | -------------- | -------- | --------- |
| Ghana    | Nigeria        | Egitto   | Tunisia   |
| Marocco  | Costa d'Avorio | Camerun  | Senegal   |
| Guinea   | Mali           | Zambia   | Sudafrica |
| Namibia  | Benin          | Sudan    | Angola    |

## Arbitri
Arbitri
| - Kacem Bennaceur - Mohamed Benouza - Coffi Codjia - Koman Coulibaly - Jérôme Damon - Badara Diatta - Kokou Djaoupe - Abderrahim El-Arjoun |  | - Raphaël Evehe Divine - Djamel Haimoudi - Alex Kotey - Eddy Maillet - Kenias Marange - Yūichi Nishimura - Modou Sowe - Muhamed Ssegonga |

Assistenti
| - Nasser Sadek Abdel Nabi - Radeouane Achik - Kenneth Chichenga - Ibrahim Djezzar - Peter Edibe - Désiré Gahungu - Béchir Hassani - Jeong Hae Sang |  | - Komi Konyoh - Inacio Manuel Candido - Evarist Menkouandé - Enock Molefe - Celestin Ntagungira - Angessom Ogbamariam - Lossene Paré - Toru Sagara |

## Fase finale

### Fase a gironi
Sono indicati gli orari locali (UTC +0)

#### Gruppo A

##### Classifica
| Pos. | Squadra | Pt | G | V | N | P | GF | GS | DR |
| ---- | ------- | -- | - | - | - | - | -- | -- | -- |
| 1.   | Ghana   | 9  | 3 | 3 | 0 | 0 | 5  | 1  | +4 |
| 2.   | Guinea  | 4  | 3 | 1 | 1 | 1 | 5  | 5  | 0  |
| 3.   | Marocco | 3  | 3 | 1 | 0 | 2 | 7  | 6  | +1 |
| 4.   | Namibia | 1  | 3 | 0 | 1 | 2 | 2  | 7  | -5 |

##### Risultati
| Arbitro: | Maillet |

|                                |           |              |
| A. Gyan 55’ (rig.) Muntari 90’ | Marcatori | 64’ Kalabane |

| Arbitro: | Evehe Divine |

|              |           |                                                   |
| Brendell 24’ | Marcatori | 1’, 5’, 28’ Alloudi 40’ (rig.) Sektioui 74’ Zerka |

| Arbitro: | Damon |

|                                        |           |                               |
| Feindouno 11’, 63’ (rig.) Bangoura 59’ | Marcatori | 60’ Aboucherouane 90’ Ouaddou |

| Arbitro: | Bennaceur |

|           |           |  |
| Agogo 41’ | Marcatori |  |

| Arbitro: | Sowe |

|                        |           |  |
| Essien 26’ Muntari 45’ | Marcatori |  |

| Arbitro: | Ssegonga |

|           |           |              |
| Youla 62’ | Marcatori | 80’ Brendell |

#### Gruppo B

##### Classifica
| Pos. | Squadra        | Pt | G | V | N | P | GF | GS | DR |
| ---- | -------------- | -- | - | - | - | - | -- | -- | -- |
| 1.   | Costa d'Avorio | 9  | 3 | 3 | 0 | 0 | 8  | 1  | +7 |
| 2.   | Nigeria        | 4  | 3 | 1 | 1 | 1 | 2  | 1  | +1 |
| 3.   | Mali           | 4  | 3 | 1 | 1 | 1 | 1  | 3  | -2 |
| 4.   | Benin          | 0  | 3 | 0 | 0 | 3 | 1  | 7  | -6 |

##### Risultati
| Arbitro: | Benouza |

|  |           |           |
|  | Marcatori | 66’ Kalou |

| Arbitro: | Damon |

|                    |           |  |
| Kanouté 49’ (rig.) | Marcatori |  |

| Arbitro: | Marange |

|                                               |           |                |
| Drogba 40’ Y. Touré 44’ Keïta 53’ Dindane 63’ | Marcatori | 91’ Omotoyossi |

| Sekondi-Takoradi 25 gennaio 2008, ore 19:30 | Nigeria   | 0 – 0 referto | Mali | Sekondi-Takoradi Stadium (16.000 spett.)\| Arbitro: \| El-Arjoun \| |
| Arbitro:                                    | El-Arjoun |               |      |                                                                     |

| Arbitro: | Maillet |

|                                |           |  |
| Drogba 10’ Zoro 53’ Sanogo 86’ | Marcatori |  |

| Arbitro: | Bennaceur |

|                      |           |  |
| Mikel 51’ Yakubu 86’ | Marcatori |  |

#### Gruppo C

##### Classifica
| Pos. | Squadra | Pt | G | V | N | P | GF | GS | DR |
| ---- | ------- | -- | - | - | - | - | -- | -- | -- |
| 1.   | Egitto  | 7  | 3 | 2 | 1 | 0 | 8  | 3  | +5 |
| 2.   | Camerun | 6  | 3 | 2 | 0 | 1 | 10 | 5  | +5 |
| 3.   | Zambia  | 4  | 3 | 1 | 1 | 1 | 5  | 6  | -1 |
| 4.   | Sudan   | 0  | 3 | 0 | 0 | 3 | 0  | 9  | -9 |

##### Risultati
| Arbitro: | Sowe |

|                                        |           |                       |
| Hosny 14’ (rig.), 82’ Zidan 17’, 45+2’ | Marcatori | 51’, 92’ (rig.) Eto'o |

| Arbitro: | Diatta |

|  |           |                                           |
|  | Marcatori | 5’ Chamanga 50’ J. Mulenga 59’ F. Katongo |

| Arbitro: | Nishimura |

|                                                    |           |                |
| Geremi 28’ Job 31’, 80’ Emana 44’ Eto'o 65’ (rig.) | Marcatori | 89’ C. Katongo |

| Arbitro: | Codjia |

|                                      |           |  |
| Hosny 29’ (rig.) Aboutreika 78’, 83’ | Marcatori |  |

| Arbitro: | Djaoupe |

|                                     |           |  |
| Eto'o 28’, 90’ El Khider 34’ (aut.) | Marcatori |  |

| Arbitro: | Coulibaly |

|          |           |                |
| Zaky 15’ | Marcatori | 88’ C. Katongo |

#### Gruppo D

##### Classifica
| Pos. | Squadra   | Pt | G | V | N | P | GF | GS | DR |
| ---- | --------- | -- | - | - | - | - | -- | -- | -- |
| 1.   | Tunisia   | 5  | 3 | 1 | 2 | 0 | 5  | 3  | +2 |
| 2.   | Angola    | 5  | 3 | 1 | 2 | 0 | 4  | 2  | +2 |
| 3.   | Senegal   | 2  | 3 | 0 | 2 | 1 | 4  | 6  | -2 |
| 4.   | Sudafrica | 2  | 3 | 0 | 2 | 1 | 3  | 5  | -2 |

##### Risultati
| Arbitro: | Nishimura |

|                     |           |                             |
| Jemâa 9’ Traoui 82’ | Marcatori | 45+2’ Bayal Sall 66’ Kamara |

| Arbitro: | Coulibaly |

|                 |           |             |
| van Heerden 87’ | Marcatori | 29’ Manucho |

| Arbitro: | Haimoudi |

|          |           |                             |
| Faye 20’ | Marcatori | 50’, 67’ Manucho 78’ Flávio |

| Arbitro: | Djaoupe |

|                              |           |            |
| Santos 8’, 34’ Ben Saada 32’ | Marcatori | 87’ Mphela |

| Arbitro: | Kotey |

|               |           |                 |
| H. Camara 36’ | Marcatori | 14’ van Heerden |

| Tamale 31 gennaio 2008, ore 17:00 | Tunisia | 0 – 0 referto | Angola | Tamale Stadium (10.000 spett.)\| Arbitro: \| Codjia \| |
| Arbitro:                          | Codjia  |               |        |                                                        |

### Fase a eliminazione diretta

#### Tabellone
|  | Quarti di finale                      | Quarti di finale            |                             |                | Semifinali                | Semifinali                |  |  | Finale                      | Finale |
|  |                                       |                             |                             |                |                           |                           |  |  |                             |        |
|  | 3 febbraio - 17:00 - Accra            |                             |                             |                |                           |                           |  |  |                             |        |
|  |                                       |                             |                             |                |                           |                           |  |  |                             |        |
|  | 1A. Ghana                             | 2                           |                             |                |                           |                           |  |  |                             |        |
|  | 1A. Ghana                             | 2                           | 7 febbraio - 17:00 - Accra  |                |                           |                           |  |  |                             |        |
|  | 2B. Nigeria                           | 1                           |                             |                |                           |                           |  |  |                             |        |
|  | 2B. Nigeria                           | 1                           | Ghana                       | 0              |                           |                           |  |  |                             |        |
|  | 4 febbraio - 20:30 - Tamale           |                             | Ghana                       | 0              |                           |                           |  |  |                             |        |
|  |                                       | Camerun                     | 1                           |                |                           |                           |  |  |                             |        |
|  | 1D. Tunisia                           | Camerun                     | 1                           | 2              |                           |                           |  |  |                             |        |
|  | 1D. Tunisia                           |                             | 10 febbraio - 17:00 - Accra | 2              |                           |                           |  |  |                             |        |
|  | 2C. Camerun (dts)                     | 3                           |                             |                |                           |                           |  |  |                             |        |
|  | 2C. Camerun (dts)                     | 3                           | Camerun                     | 0              |                           |                           |  |  |                             |        |
|  | 3 febbraio - 20:30 - Sekondi-Takoradi |                             | Camerun                     | 0              |                           |                           |  |  |                             |        |
|  |                                       | Egitto                      | 1                           |                |                           |                           |  |  |                             |        |
|  | 1B. Costa d'Avorio                    | Egitto                      | 1                           | 5              |                           |                           |  |  |                             |        |
|  | 1B. Costa d'Avorio                    | 7 febbraio - 20:30 - Kumasi |                             | 5              |                           |                           |  |  |                             |        |
|  | 2A. Guinea                            | 0                           |                             |                |                           |                           |  |  |                             |        |
|  | 2A. Guinea                            | 0                           | Costa d'Avorio              | 1              | Finale per il terzo posto | Finale per il terzo posto |  |  |                             |        |
|  | 4 febbraio - 17:00 - Kumasi           |                             | Costa d'Avorio              | 1              | Finale per il terzo posto | Finale per il terzo posto |  |  |                             |        |
|  |                                       | Egitto                      | 4                           |                |                           |                           |  |  |                             |        |
|  | 1C. Egitto                            | Egitto                      | 4                           | 2              | Ghana                     | 4                         |  |  |                             |        |
|  | 1C. Egitto                            |                             |                             | 2              | Ghana                     | 4                         |  |  |                             |        |
|  | 2D. Angola                            | 1                           |                             | Costa d'Avorio | 2                         |                           |  |  |                             |        |
|  | 2D. Angola                            | 1                           |                             |                | 2                         |                           |  |  |                             |        |
|  |                                       |                             |                             |                |                           |                           |  |  | 9 febbraio - 17:00 - Kumasi |        |
|  |                                       |                             |                             |                |                           |                           |  |  |                             |        |

#### Quarti di finale
| Arbitro: | Benouza |

|                        |           |                   |
| Essien 45+2’ Agogo 82’ | Marcatori | 37’ (rig.) Yakubu |

| Arbitro: | Haimoudi |

|                                                 |           |  |
| Keïta 25’ Drogba 70’ Kalou 73’, 81’ B. Koné 86’ | Marcatori |  |

| Arbitro: | Nishimura |

|                           |           |             |
| Hosny 23’ (rig.) Zaky 38’ | Marcatori | 27’ Manucho |

| Arbitro: | Coulibaly |

|                             |           |                          |
| Ben Saada 34’ Chikhaoui 81’ | Marcatori | 18’, 92’ Mbia 27’ Geremi |

#### Semifinali
| Arbitro: | El-Arjoun |

|  |           |           |
|  | Marcatori | 71’ Nkong |

| Arbitro: | Maillet |

|           |           |                                        |
| Keïta 63’ | Marcatori | 12’ Fathy 62’, 67’ Zaky 91’ Aboutreika |

#### Finale per il terzo posto
| Arbitro: | Damon |

|                                              |           |                 |
| Muntari 10’ Quincy 70’ Agogo 80’ Dramani 85’ | Marcatori | 24’, 32’ Sanogo |

#### Finale
| Arbitro: | Codjia |

|  |           |                |
|  | Marcatori | 77’ Aboutreika |

## Classifica marcatori
Samuel Eto'o è stato il miglior marcatore del torneo. In totale sono stati segnati novantanove gol (inclusa un'autorete).
5 reti
- Samuel Eto'o

4 reti
- Manucho Gonçalves
- Mohamed Aboutreika
- Hosny Abd Rabo
- Amr Zaky

3 reti
- Didier Drogba
- Salomon Kalou
- Abdul Kader Keïta
- Boubacar Sanogo
- Junior Agogo
- Sulley Muntari
- Soufiane Alloudi

2 reti
- Geremi Njitap
- Joseph-Désiré Job
- Stéphane Mbia
- Mohamed Zidan

- Michael Essien
- Pascal Feindouno
- Brian Brendell
- Yakubu Aiyegbeni

- Elrio van Heerden
- Chaouki Ben Saada
- Francileudo Santos
- Christopher Katongo

1 rete
- Flávio Amado
- Razak Omotoyossi
- Achille Emana
- Alain Nkong
- Aruna Dindane
- Bakari Koné
- Yaya Touré
- Mark André Zoro
- Ahmed Fathy
- Asamoah Gyan
- Haminu Dramani

- Quincy Owusu-Abeyie
- Ismaël Bangoura
- Oumar Kalabane
- Souleymane Youla
- Frédéric Kanouté
- Hicham Aboucherouane
- Abdeslam Ouaddou
- Tarik Sektioui
- Monsef Zerka
- Mikel John Obi
- Moustapha Bayal Sall

- Henri Camara
- Abdoulaye Diagne-Faye
- Diomansy Kamara
- Katlego Mphela
- Yassine Chikhaoui
- Issam Jemâa
- Mejdi Traoui
- James Chamanga
- Felix Katongo
- Jacob Mulenga

Autoreti
- Mohamed Ali El Khider (1, pro  Camerun)

## Premi
La sera della finale per il 1º posto, conclusa la partita, la CAF ha reso noti i premi assegnati ai calciatori.
- Miglior giocatore del torneo:  Hosny Abd Rabo
- Capocannoniere del torneo:  Samuel Eto'o
- Miglior portiere del torneo:  Essam El-Hadary
- Squadra del torneo:[10]

| Portieri        | Difensori                               | Centrocampisti                                                            | Attaccanti       |
| --------------- | --------------------------------------- | ------------------------------------------------------------------------- | ---------------- |
| Essam El-Hadary | Geremi Njitap Wael Gomaa Michael Essien | Sulley Muntari Yaya Touré Alexandre Song Hosny Abd Rabo Mohamed Aboutrika | Amr Zaki Manucho |

Sostituti
- Richard Kingson
- Hany Said
- Ahmed Fathy
- Frej Saber
- Stéphane Mbia
- Didier Drogba
- Abdul Kader Keïta